# Labassère

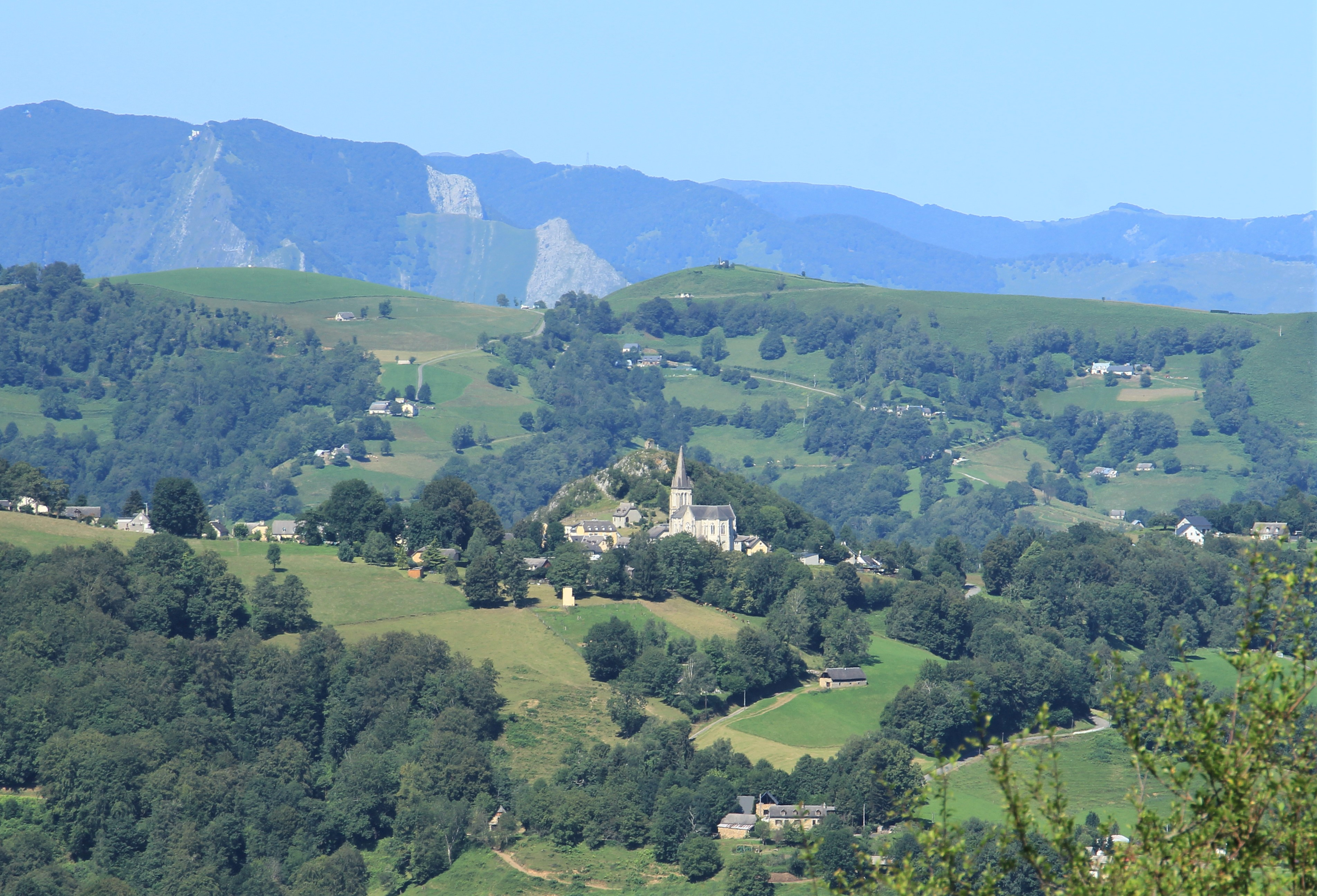
Vue en été.

Labassère est une commune française située dans le centre du département des Hautes-Pyrénées, en région Occitanie. Sur le plan historique et culturel, la commune est dans la province du Haut-Adour, autrefois incluse dans l’ancien comté de Bigorre.
Il s’agit d’une zone montagneuse constituée des prolongements occidentaux des massifs de Néouvielle et de l’Arbizon. Exposée à un climat de montagne, elle est drainée par l'Oussouet, la Gailleste et par divers autres petits cours d'eau. La commune possède un patrimoine naturel remarquable :  un espace protégé (l'« Adour et affluents ») et deux zones naturelles d'intérêt écologique, faunistique et floristique.
Labassère est une commune rurale qui compte 231 habitants en 2022, après avoir connu un pic de population de 791 habitants en 1906. Elle est dans l'agglomération de Bagnères-de-Bigorre et fait partie de l'aire d'attraction de Bagnères-de-Bigorre..
Ses habitants sont appelés les Labassérois.

## Géographie

### Localisation
La commune de Labassère se trouve dans le département des Hautes-Pyrénées, en région Occitanie.
Elle se situe à 19 km à vol d'oiseau de Tarbes, préfecture du département, et à 4 km de Bagnères-de-Bigorre, sous-préfecture.
Les communes les plus proches sont : 
Neuilh (2,8 km), Germs-sur-l'Oussouet (3,2 km), Ossun-ez-Angles (4,0 km), Astugue (4,3 km), Bagnères-de-Bigorre (4,4 km), Pouzac (4,4 km), Arrodets-ez-Angles (5,0 km), Trébons (5,2 km).
Sur le plan historique et culturel, Labassère fait partie de la province historique du Haut-Adour, autrefois incluse dans l’ancien comté de Bigorre. Il s’agit d’une zone montagneuse constituée des prolongements occidentaux des massifs de Néouvielle et de l’Arbizon,.

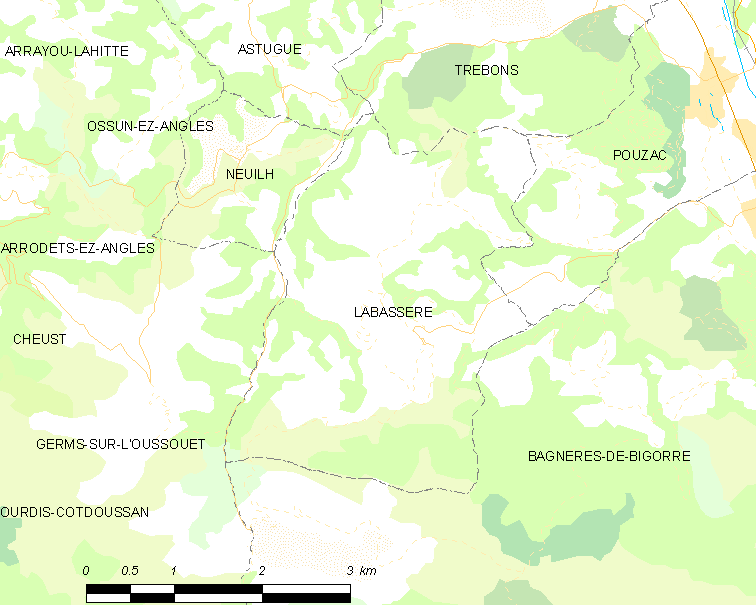
Carte de la commune de Labassère et des proches communes.

| Astugue              | Trébons   | Pouzac              |
| Neuilh               | Labassère |                     |
| Germs-sur-l'Oussouet |           | Bagnères-de-Bigorre |

### Hydrographie
Le ruisseau de l’Oussouet, affluent gauche de la Gailleste, traverse la commune du sud au nord et forme la limite est avec les communes de Neuilh, Germs-sur-l'Oussouet et Astugue.
  
Le ruisseau de Marrosque, affluent droit de  l’Oussouet, traverse  la commune d’est en ouest.
  
Le ruisseau de la Gailleste, affluent gauche de l'Adour, traverse la commune du sud au nord et forme une partie de la limite est avec la commune de Bagnères-de-Bigorre.
  
Le ruisseau de Bernet traverse la commune d’ouest en est et forme une partie de la limite est avec la commune de Pouzac.

### Climat
Le climat qui caractérise la commune est qualifié, en 2010, de « climat de montagne », selon la typologie des climats de la France qui compte alors huit grands types de climats en métropole. En 2020, la commune ressort du même type de climat dans la classification établie par Météo-France, qui ne compte désormais, en première approche, que cinq grands types de climats en métropole. Pour ce type de climat, la température décroît rapidement en fonction de l'altitude. On observe une nébulosité minimale en hiver et maximale en été. Les vents et les précipitations varient notablement selon le lieu.
Les paramètres climatiques qui ont permis d’établir la typologie de 2010 comportent six variables pour les températures et huit pour les précipitations, dont les valeurs correspondent à la normale 1971-2000. Les sept principales variables caractérisant la commune sont présentées dans l'encadré ci-après.
| Paramètres climatiques communaux sur la période 1971-2000 - Moyenne annuelle de température : 10,8 °C - Nombre de jours avec une température inférieure à −5 °C : 5,5 j - Nombre de jours avec une température supérieure à 30 °C : 4,3 j - Amplitude thermique annuelle : 14,3 °C - Cumuls annuels de précipitation : 1 205 mm - Nombre de jours de précipitation en janvier : 10,9 j - Nombre de jours de précipitation en juillet : 9,2 j |

Avec le changement climatique, ces variables ont évolué. Une étude réalisée en 2014 par la Direction générale de l'Énergie et du Climat complétée par des études régionales prévoit en effet que la  température moyenne devrait croître et la pluviométrie moyenne baisser, avec toutefois de fortes variations régionales. Ces changements peuvent être constatés sur la station météorologique de Météo-France la plus proche, « Artigues », sur la commune de Campan, mise en service en 1959 et qui se trouve à 8 km à vol d'oiseau,, où la température moyenne annuelle est de 7,7 °C et la hauteur de précipitations de 1 220,8 mm pour la période 1981-2010.
Sur la station météorologique historique la plus proche, « Tarbes-Lourdes-Pyrénées », sur la commune d'Ossun, mise en service en 1946 et à 17 km, la température moyenne annuelle évolue de 12,2 °C pour la période 1971-2000, à 12,6 °C pour 1981-2010, puis à 12,9 °C pour 1991-2020.

### Milieux naturels et biodiversité

#### Espaces protégés
La protection réglementaire est le mode d’intervention le plus fort pour préserver des espaces naturels remarquables et leur biodiversité associée,.
Dans ce cadre, la commune fait partie.
Un  espace protégé est présent sur la commune : 
l'« Adour et affluents », objet d'un arrêté de protection de biotope, d'une superficie de 215,8 ha.

#### Zones naturelles d'intérêt écologique, faunistique et floristique
L’inventaire des zones naturelles d'intérêt écologique, faunistique et floristique (ZNIEFF) a pour objectif de réaliser une couverture des zones les plus intéressantes sur le plan écologique, essentiellement dans la perspective d’améliorer la connaissance du patrimoine naturel national et de fournir aux différents décideurs un outil d’aide à la prise en compte de l’environnement dans l’aménagement du territoire.
Une ZNIEFF de type 1 est recensée sur la commune :
le « réseau hydrographique de l'Oussouet et de la Gailleste » (111 ha), couvrant 8 communes du département et une ZNIEFF de type 2, : 
le « massif du Monné, vallée de l'Oussouet » (6 955 ha), couvrant 11 communes du département.

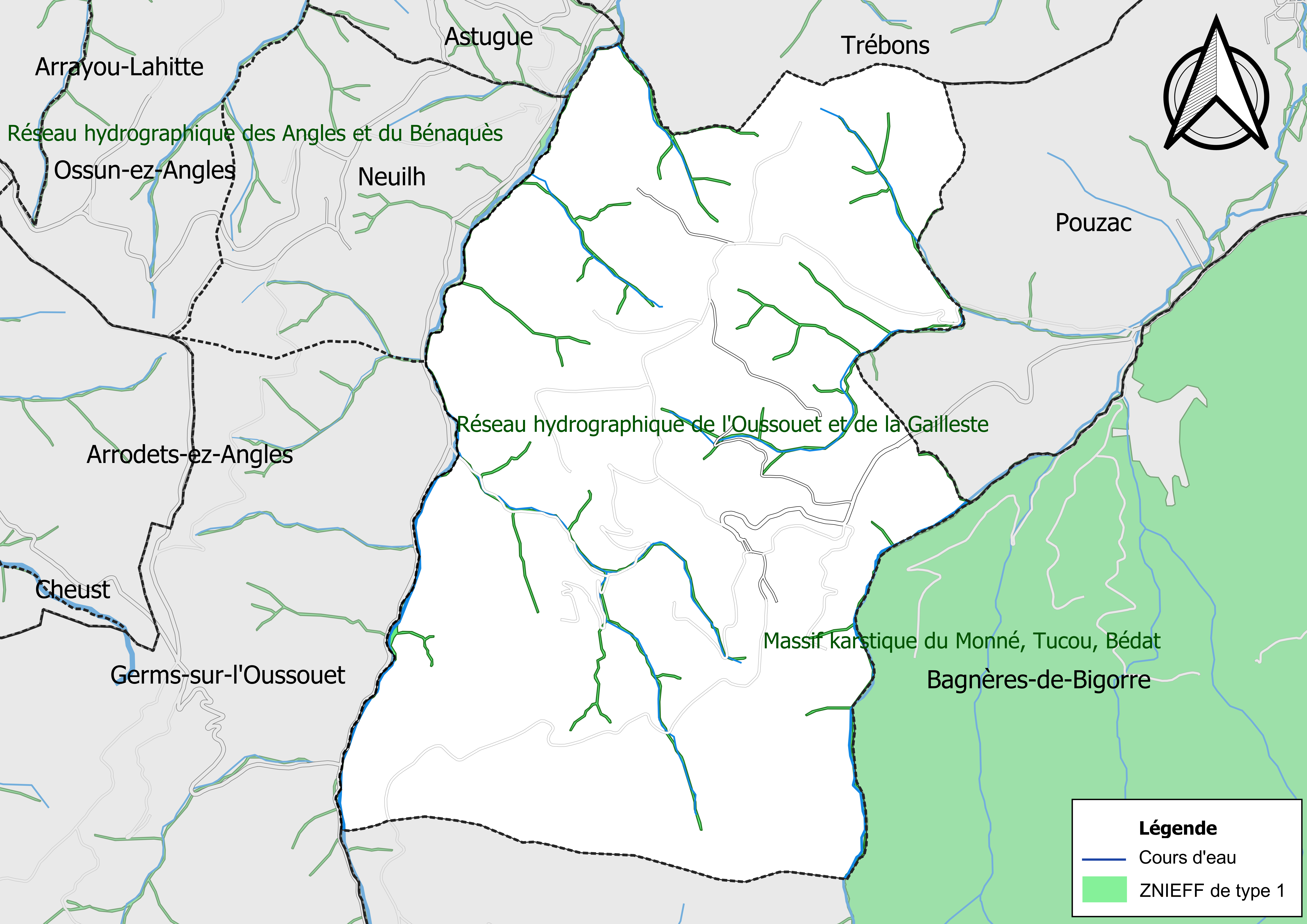
Carte de la ZNIEFF de type 1 sur la commune.
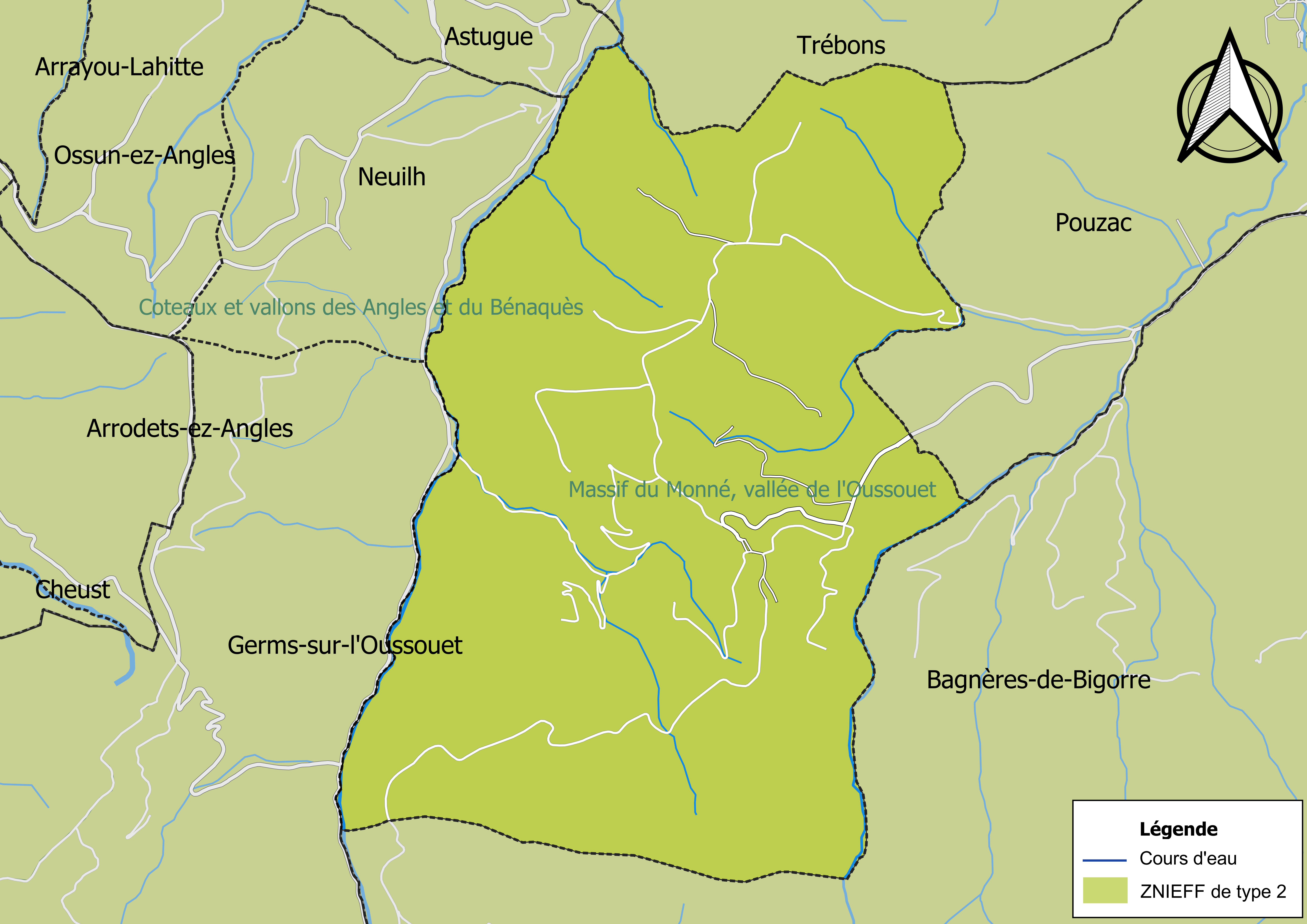
Carte de la ZNIEFF de type 2 sur la commune.

## Urbanisme

### Typologie
Au 1er janvier 2024, Labassère est catégorisée commune rurale à habitat dispersé, selon la nouvelle grille communale de densité à sept niveaux définie par l'Insee en 2022.
Elle appartient à l'unité urbaine de Bagnères-de-Bigorre, une agglomération intra-départementale regroupant dix  communes, dont elle est une commune de la banlieue,,. Par ailleurs la commune fait partie de l'aire d'attraction de Bagnères-de-Bigorre, dont elle est une commune de la couronne,. Cette aire, qui regroupe 21 communes, est catégorisée dans les aires de moins de 50 000 habitants,.

### Occupation des sols
L'occupation des sols de la commune, telle qu'elle ressort de la base de données européenne d’occupation biophysique des sols Corine Land Cover (CLC), est marquée par l'importance des territoires agricoles (55,3 % en 2018), une proportion identique à celle de 1990 (55,3 %). La répartition détaillée en 2018 est la suivante : 
prairies (54 %), forêts (31,9 %), milieux à végétation arbustive et/ou herbacée (12,8 %), zones agricoles hétérogènes (1,3 %).
L'IGN met par ailleurs à disposition un outil en ligne permettant de comparer l’évolution dans le temps de l’occupation des sols de la commune (ou de territoires à des échelles différentes). Plusieurs époques sont accessibles sous forme de cartes ou photos aériennes : la carte de Cassini (XVIIIe siècle), la carte d'état-major (1820-1866) et la période actuelle (1950 à aujourd'hui).

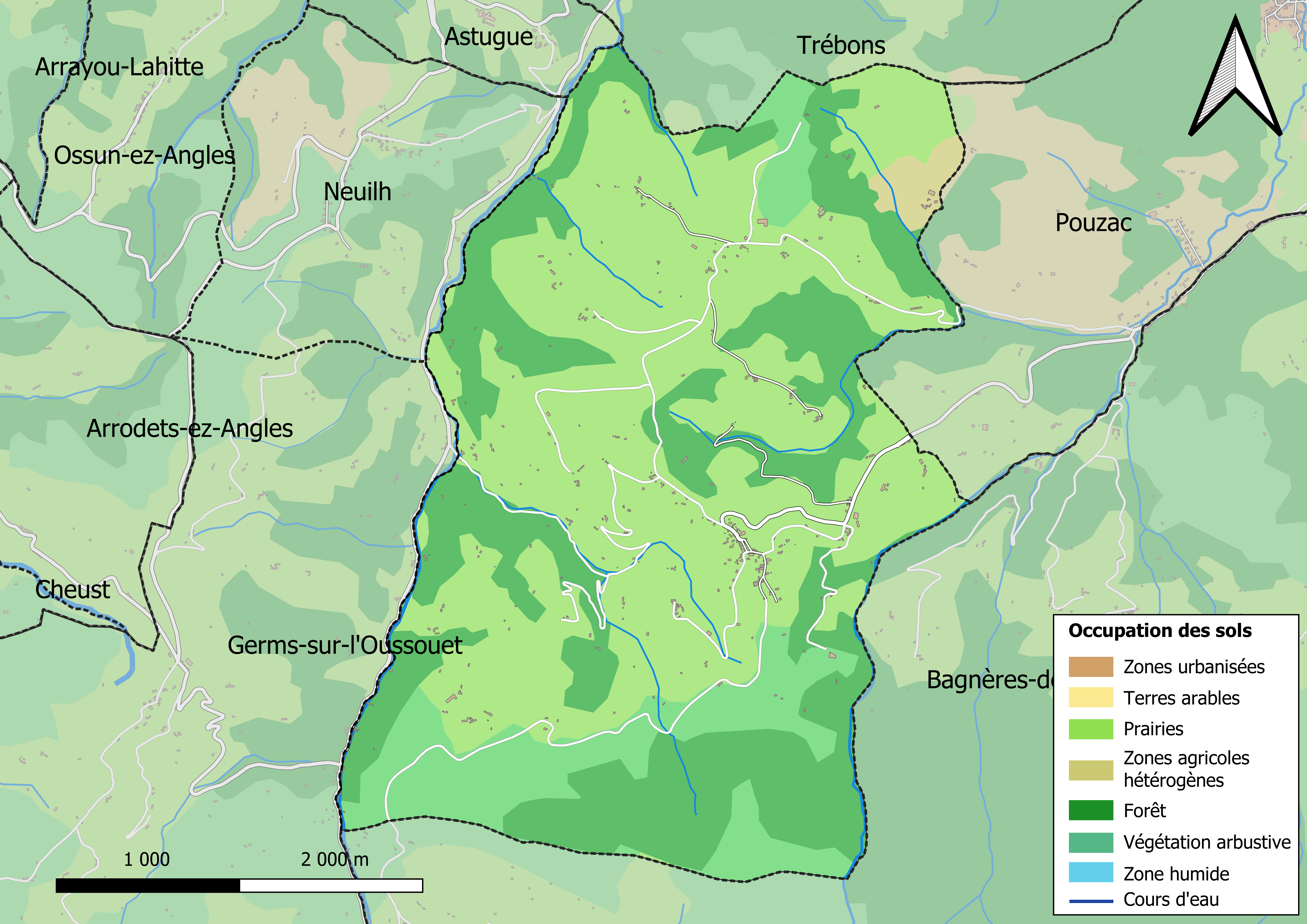
Carte des infrastructures et de l'occupation des sols en 2018 (CLC) de la commune.
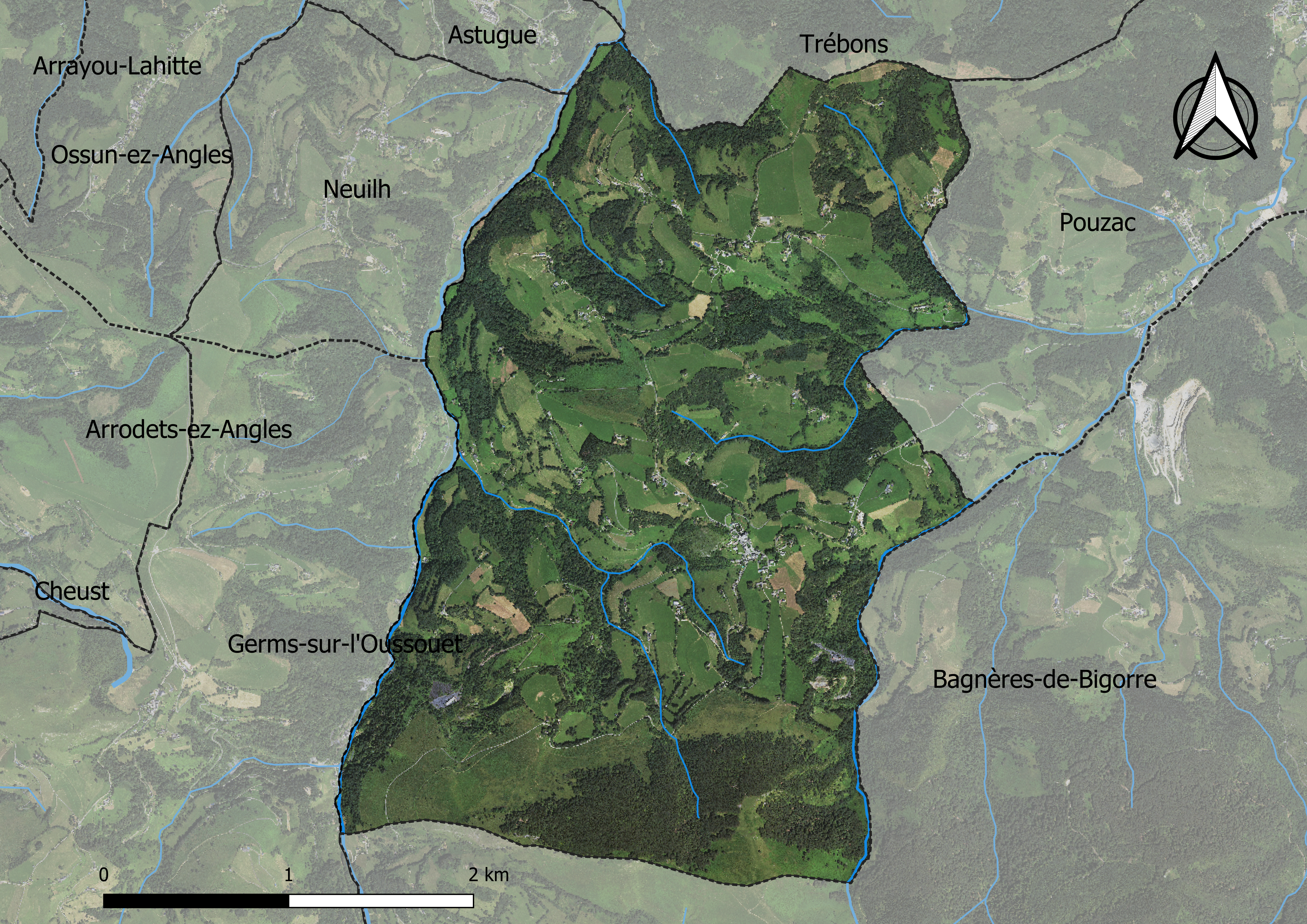
Carte orthophotogrammétrique de la commune.

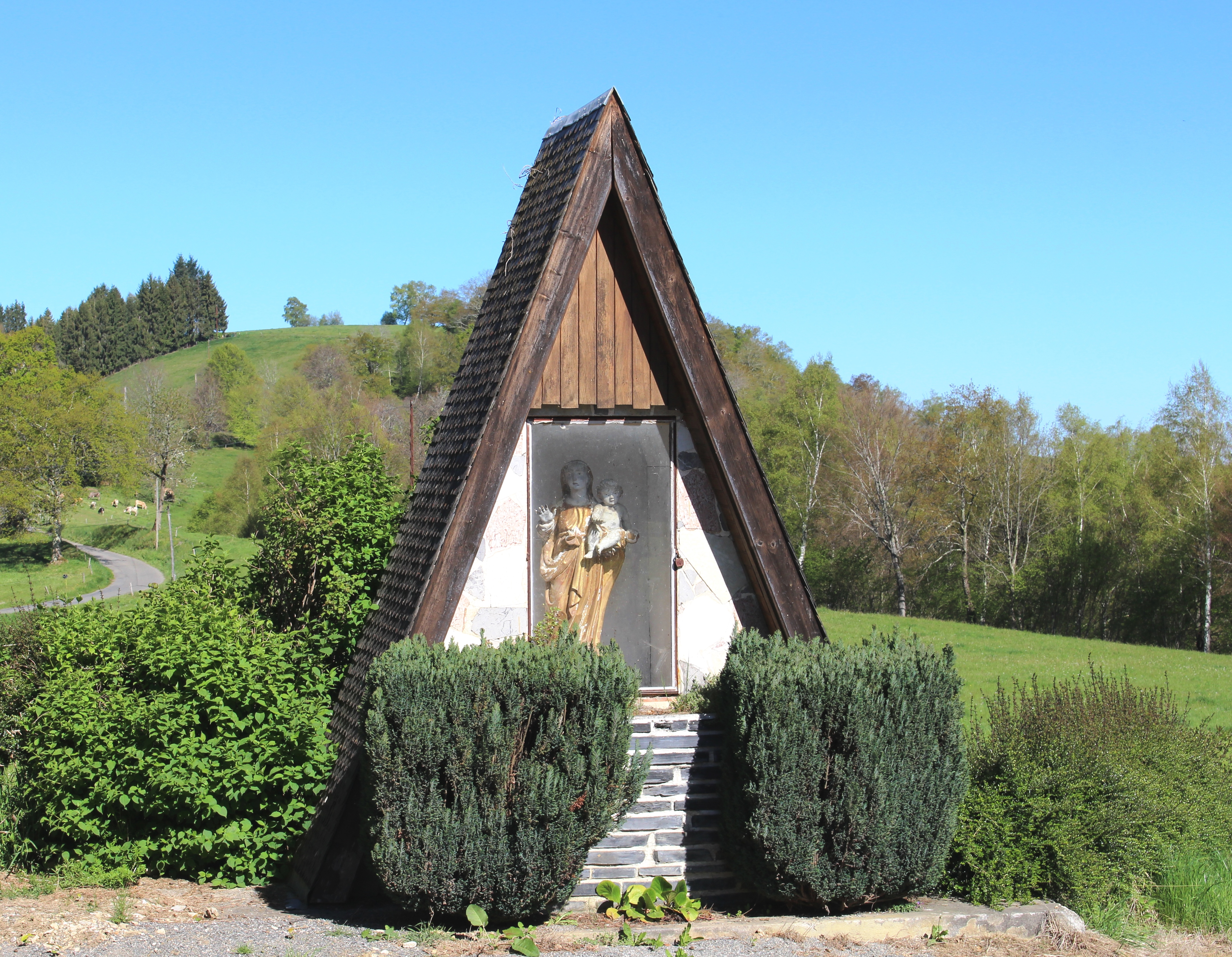
L'oratoire de la Vierge à l'enfant.

### Logement
En 2012, le nombre total de logements dans la commune est de 161.

Parmi ces logements, 65,7 % sont des résidences principales, 26,3 % des résidences secondaires et 8,0 % des logements vacants.

### Voies de communication et transports
Cette commune est desservie par la route départementale D 88.

### Risques majeurs
Le territoire de la commune de Labassère est vulnérable à différents aléas naturels : météorologiques (tempête, orage, neige, grand froid, canicule ou sécheresse), inondations, feux de forêts, mouvements de terrains et séisme (sismicité moyenne). Il est également exposé à un risque particulier : le risque de radon. Un site publié par le BRGM permet d'évaluer simplement et rapidement les risques d'un bien localisé soit par son adresse soit par le numéro de sa parcelle.

#### Risques naturels
Certaines parties du territoire communal sont susceptibles d’être affectées par le risque d’inondation par débordement de cours d'eau, notamment l'Oussouet. La cartographie des zones inondables en ex-Midi-Pyrénées réalisée dans le cadre du XIe Contrat de plan État-région, visant à informer les citoyens et les décideurs sur le risque d’inondation, est accessible sur le site de la DREAL Occitanie. La commune a été reconnue en état de catastrophe naturelle au titre des dommages causés par les inondations et coulées de boue survenues en 1982, 1999, 2009, 2014 et 2021,.
Labassère est exposée au risque de feu de forêt. Un plan départemental de protection des forêts contre les incendies a été approuvé par arrêté préfectoral le 21 avril 2020 pour la période 2020-2029. Le précédent couvrait la période 2007-2017. L’emploi du feu est régi par deux types de réglementations. D’abord le code forestier et l’arrêté préfectoral du 27 octobre 2014, qui réglementent l’emploi du feu à moins de 200 m des espaces naturels combustibles sur l’ensemble du département. Ensuite celle établie dans le cadre de la lutte contre la pollution de l’air, qui interdit le brûlage des déchets verts des particuliers. L’écobuage est quant à lui réglementé dans le cadre de commissions locales d’écobuage (CLE)

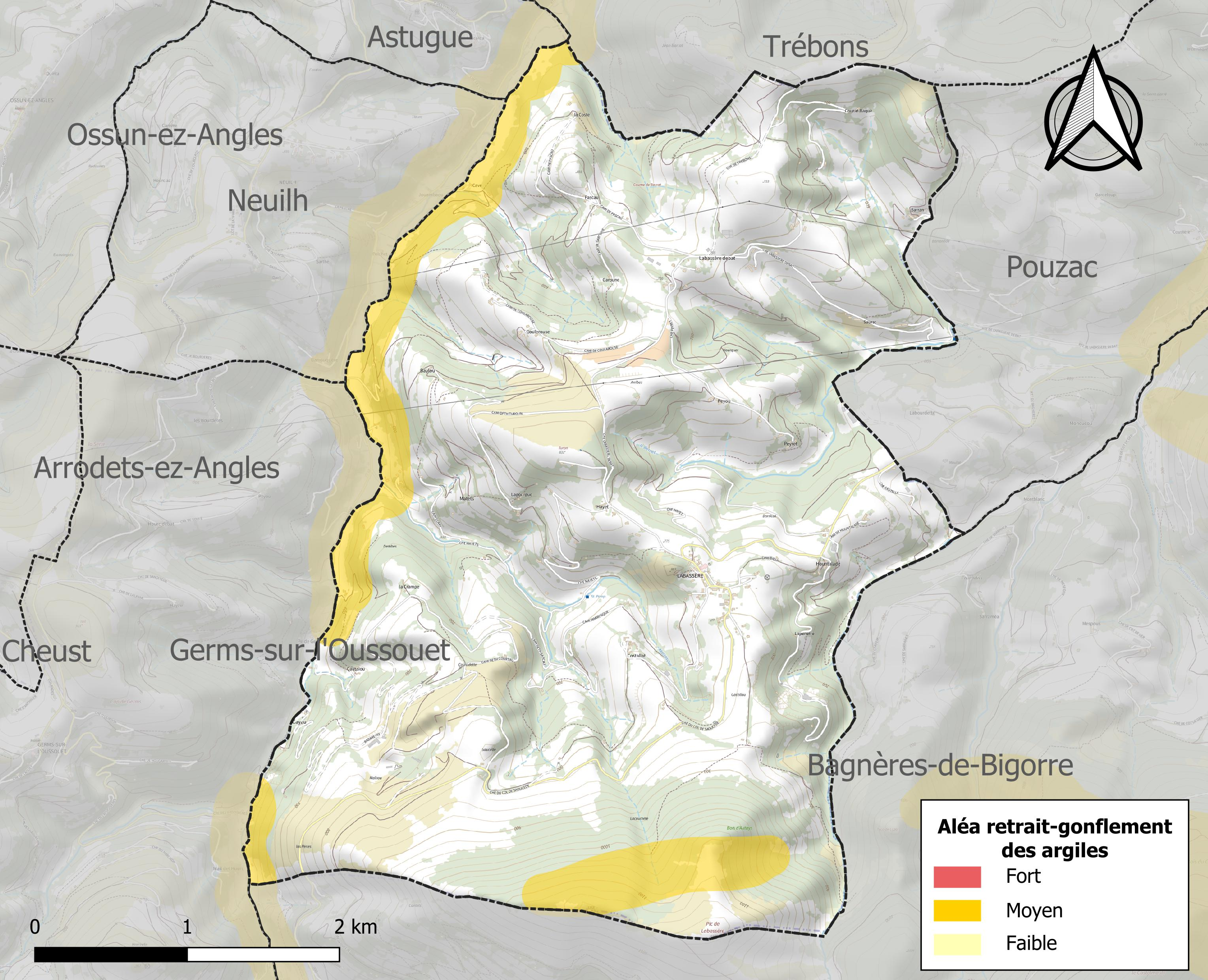
Carte des zones d'aléa retrait-gonflement des sols argileux de Labassère.

Les mouvements de terrains susceptibles de se produire sur la commune sont des tassements différentiels.
Le retrait-gonflement des sols argileux est susceptible d'engendrer des dommages importants aux bâtiments en cas d’alternance de périodes de sécheresse et de pluie. 8,5 % de la superficie communale est en aléa moyen ou fort (44,5 % au niveau départemental et 48,5 % au niveau national). Sur les 151 bâtiments dénombrés sur la commune en 2019, 10 sont en aléa moyen ou fort, soit 7 %, à comparer aux 75 % au niveau départemental et 54 % au niveau national. Une cartographie de l'exposition du territoire national au retrait gonflement des sols argileux est disponible sur le site du BRGM,.
Par ailleurs, afin de mieux appréhender le risque d’affaissement de terrain, l'inventaire national des cavités souterraines permet de localiser celles situées sur la commune.
Concernant les mouvements de terrains, la commune a été reconnue en état de catastrophe naturelle au titre des dommages causés par des mouvements de terrain en 1984 et 1999.

#### Risque particulier
Dans plusieurs parties du territoire national, le radon, accumulé dans certains logements ou autres locaux, peut constituer une source significative d’exposition de la population aux rayonnements ionisants. Certaines communes du département sont concernées par le risque radon à un niveau plus ou moins élevé. Selon la classification de 2018, la commune de Labassère est classée en zone 2, à savoir zone à potentiel radon faible mais sur lesquelles des facteurs géologiques particuliers peuvent faciliter le transfert du radon vers les bâtiments.

## Toponymie

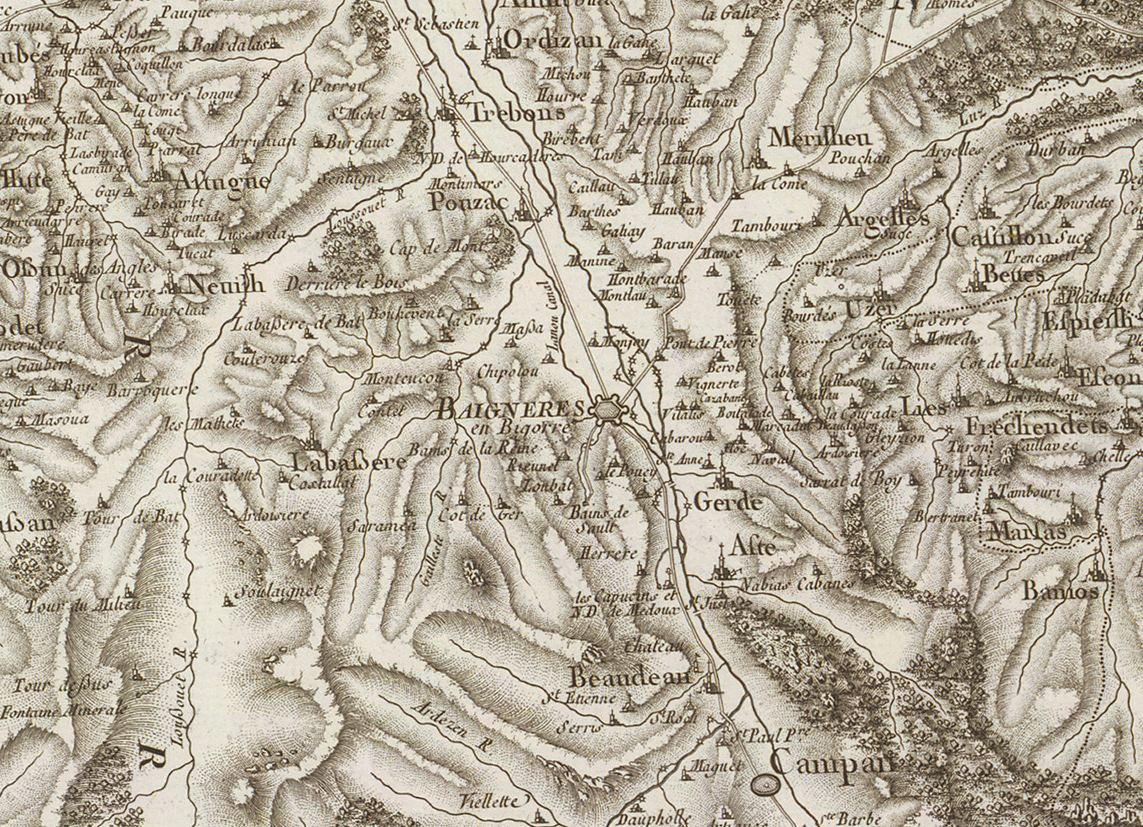
Extrait de la carte de Cassini (entre 1756 et 1789) situant Labassère à l'ouest de Bagnères-de-Bigorre.

On trouvera les principales informations dans le Dictionnaire toponymique des communes des Hautes Pyrénées de Michel Grosclaude et Jean-François Le Nail qui rapporte les dénominations historiques du village :
Dénominations historiques :
- Labassere (1285, montre Bigorre ; 1312, Livre vert  de Bénac) ;
- Labasera (1300, enquête Bigorre) ;
- Labacere (1312, livre vert Bénac) ;
- De Basseria, latin (1313, Debita regi Navarre) ;
- La Bassera (1326, livre vert Bénac ; 1342, pouillé de Tarbes) ;
- La Bascere (1384, livre vert Bénac) ;
- La Bassera (1429, censier de Bigorre) ;
- Labassere (fin XVIIIe siècle, carte de Cassini).

Étymologie : du gascon labassèra (= carrière d’ardoise, ardoisière).
Nom occitan : Labassèra.

## Histoire

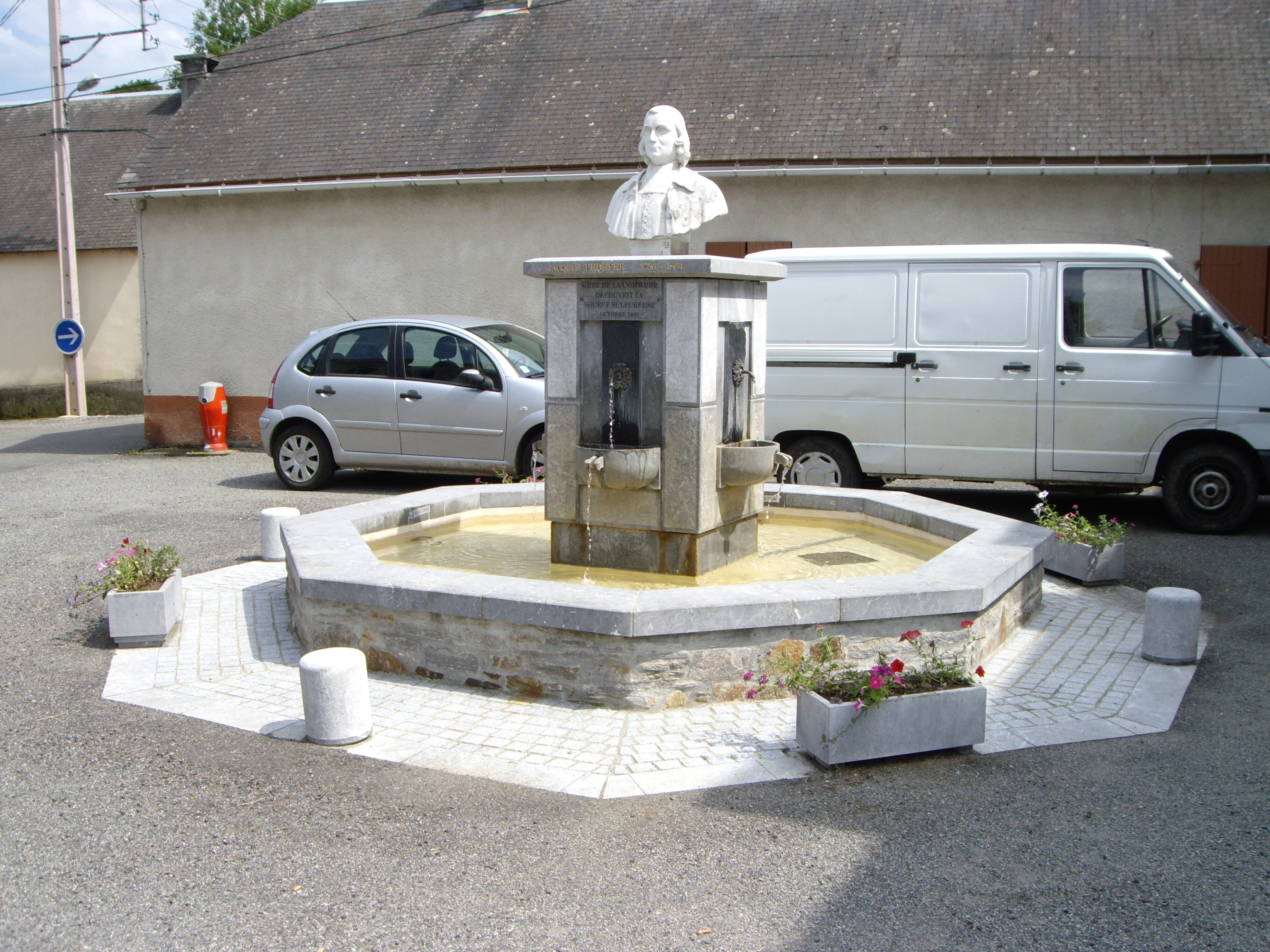
Buste et fontaine de 1911 de l'abbé Jacques Pédefer.

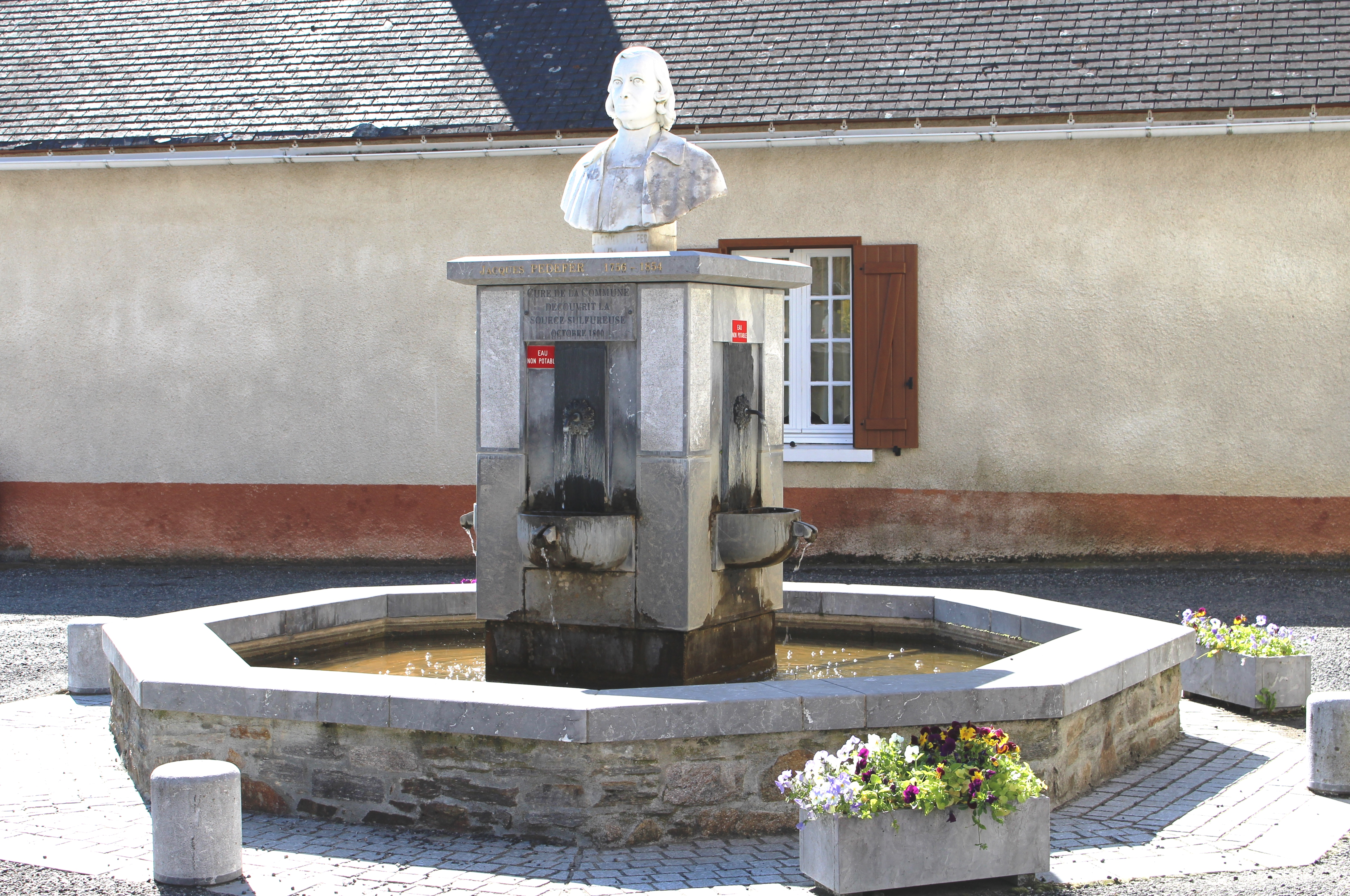
La fontaine.

L'histoire du village est liée à deux activités économiques, outre l'activité agricole.

### L'ardoise de Labassère
Labassère doit son nom au matériau qui a fait sa renommée : l'ardoise ou « labasse » en occitan. On l'y exploite dès le XIVe siècle. Eugène Viollet le Duc l'utilise pour la restauration de la cité de Carcassonne qui débute en 1853. Les toits du château de Pau et de la cathédrale Notre-Dame d'Amiens en sont encore recouverts.

### L'eau de Labassère
En 1800, le curé du village, l'abbé Jaques Pédefer (1756-1854), découvre une source sulfureuse dont l'eau est présentée telle propice à la guérison de certaines maladies. Vendue à Bagnères-de-Bigorre, elle acquiert très vite une renommée régionale. Son exploitation s'arrête en 1991.

### Cadastre napoléonien de Labassère
Le plan cadastral napoléonien de Labassère est consultable sur le site des archives départementales des Hautes-Pyrénées.

## Politique et administration

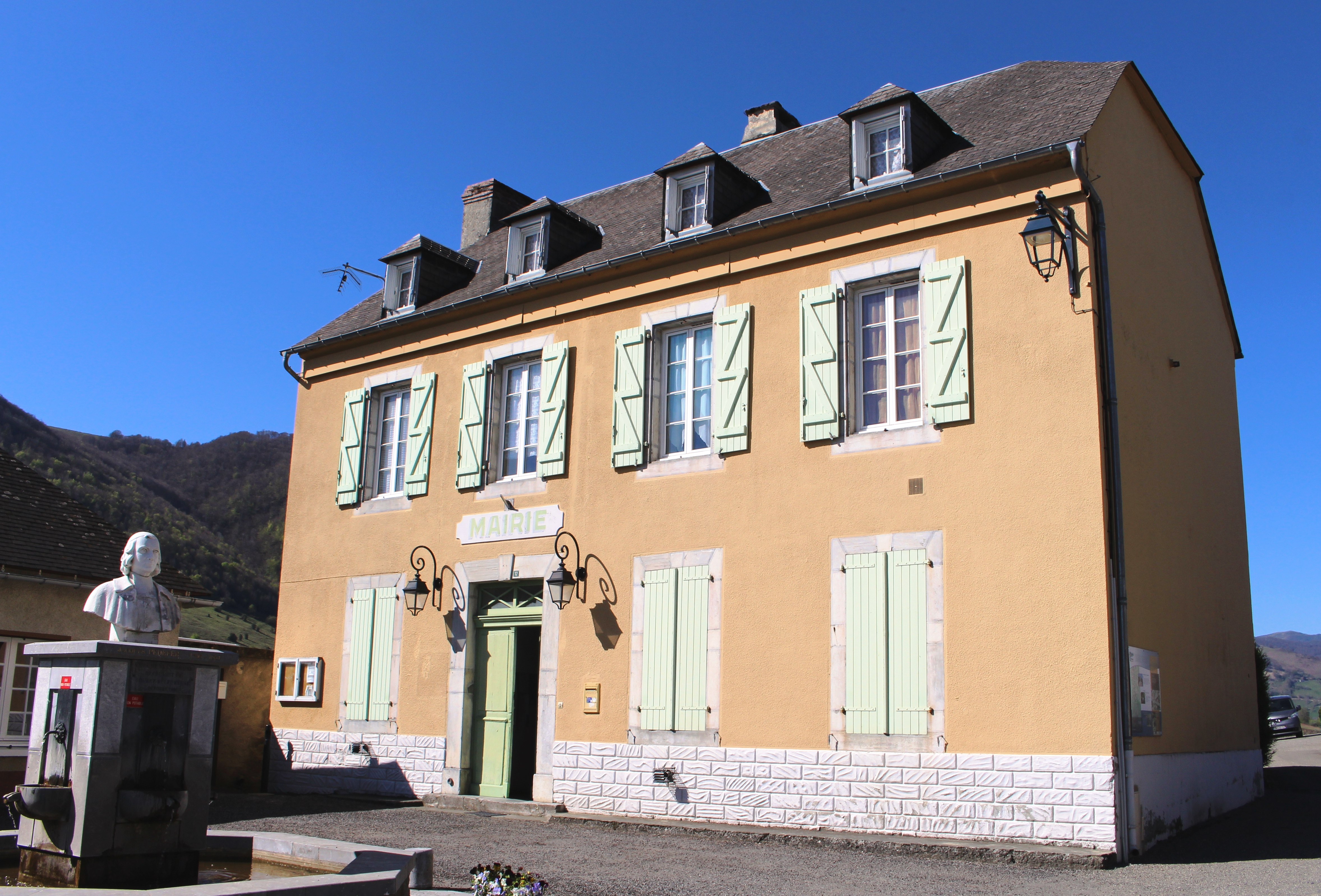
La mairie en 2017.

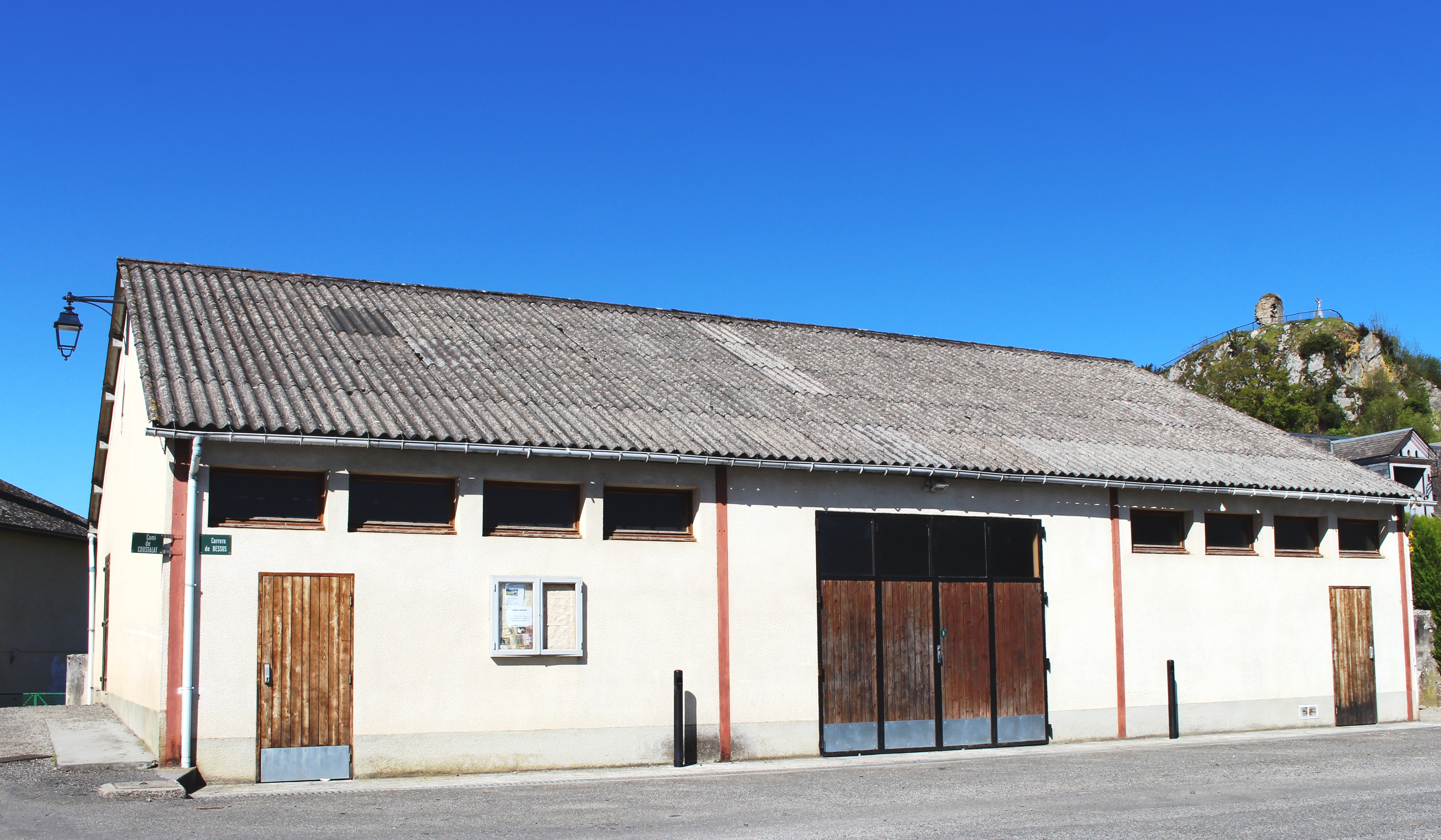
Le foyer rural en 2017.

### Liste des maires
| Période                                  | Période   | Identité         | Étiquette | Qualité |
| ---------------------------------------- | --------- | ---------------- | --------- | ------- |
| Les données manquantes sont à compléter. |           |                  |           |         |
|                                          |           |                  |           |         |
| mars 2001                                | mars 2014 | Joseph Arberet   |           |         |
| mars 2014                                | En cours  | Jocelyne Verdoux |           |         |

### Rattachements administratifs et électoraux

#### Historique administratif
Pays et sénéchaussée de Bigorre, quarteron de Bagnères, canton de Bagnères-de-Bigorre (depuis 1790).

#### Intercommunalité
Labassère appartient à la communauté de communes Haute-Bigorre créée en décembre 1994 et qui réunit 24 communes.

## Population et société

### Démographie

#### Évolution démographique
L'évolution du nombre d'habitants est connue à travers les recensements de la population effectués dans la commune depuis 1793. Pour les communes de moins de 10 000 habitants, une enquête de recensement portant sur toute la population est réalisée tous les cinq ans, les populations de référence des années intermédiaires étant quant à elles estimées par interpolation ou extrapolation. Pour la commune, le premier recensement exhaustif entrant dans le cadre du nouveau dispositif a été réalisé en 2008.

En 2022, la commune comptait 231 habitants, en évolution de −0,86 % par rapport à 2016 (Hautes-Pyrénées : +1,59 %, France hors Mayotte : +2,11 %).
| 1793 | 1800 | 1806 | 1821 | 1831 | 1836 | 1841 | 1846 | 1851 |
| ---- | ---- | ---- | ---- | ---- | ---- | ---- | ---- | ---- |
| 540  | 491  | 497  | 613  | 663  | 698  | 710  | 721  | 709  |

| 1856 | 1861 | 1866 | 1872 | 1876 | 1881 | 1886 | 1891 | 1896 |
| ---- | ---- | ---- | ---- | ---- | ---- | ---- | ---- | ---- |
| 669  | 669  | 695  | 728  | 772  | 763  | 755  | 769  | 773  |

| 1901 | 1906 | 1911 | 1921 | 1926 | 1931 | 1936 | 1946 | 1954 |
| ---- | ---- | ---- | ---- | ---- | ---- | ---- | ---- | ---- |
| 777  | 791  | 735  | 567  | 545  | 511  | 470  | 433  | 460  |

| 1962 | 1968 | 1975 | 1982 | 1990 | 1999 | 2006 | 2008 | 2013 |
| ---- | ---- | ---- | ---- | ---- | ---- | ---- | ---- | ---- |
| 396  | 331  | 241  | 220  | 218  | 235  | 258  | 265  | 241  |

| 2018 | 2022 | - | - | - | - | - | - | - |
| ---- | ---- | - | - | - | - | - | - | - |
| 236  | 231  | - | - | - | - | - | - | - |

### Enseignement
La commune dépend de l'académie de Toulouse. Elle ne dispose plus d'école en 2016.

### Manifestations culturelles et festivités
- Randonnées : aux portes des chemins de randonnée : dont un des sentiers d'Émilie qui mène au pic de Labassère (3/4 h de montée, autant en descente) ; à ce sommet, on domine toute la plaine de Tarbes au Nord, et les plaines d'Esquiou au sud, face au pic du Midi de Bigorre.
- Cyclotourisme : des circuits de difficultés et distances variées.
- Des fêtes du patrimoine local, dont la fête de l'âne pyrénéen et des métiers de tradition, tous les troisièmes dimanches de juillet, première manifestation en 2012, avec la participation de l'ensemble des villageois, au profit des Restos du Cœur.

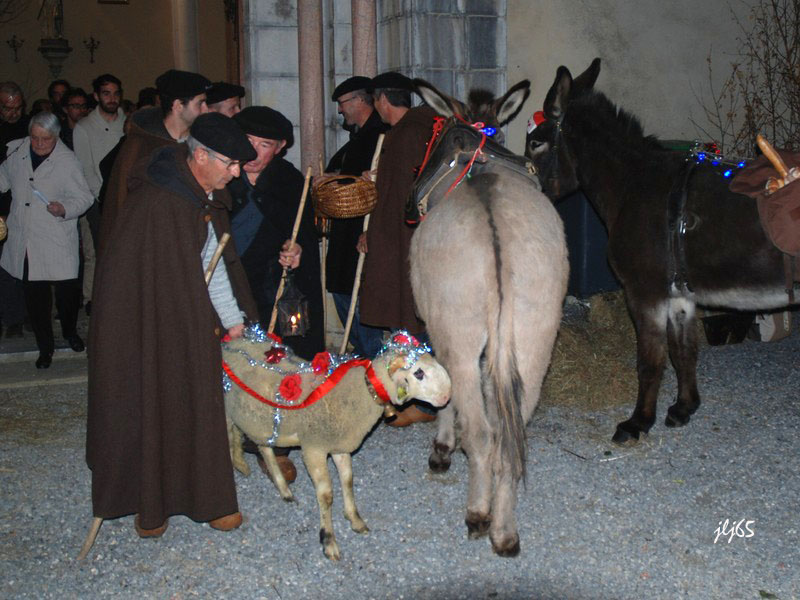
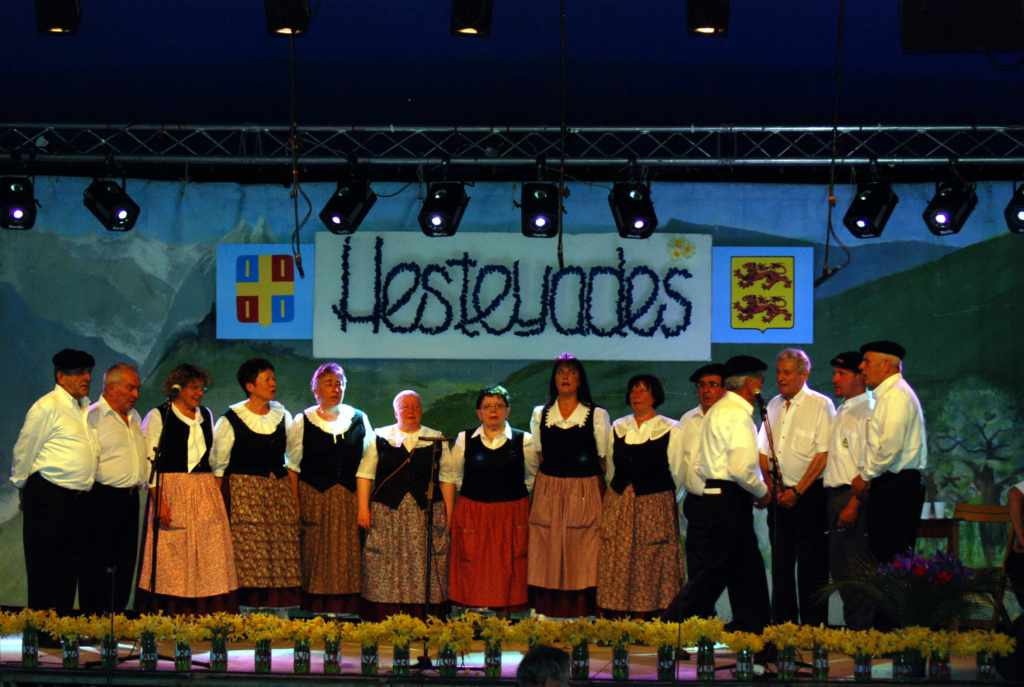
Chorale Eth Louses.
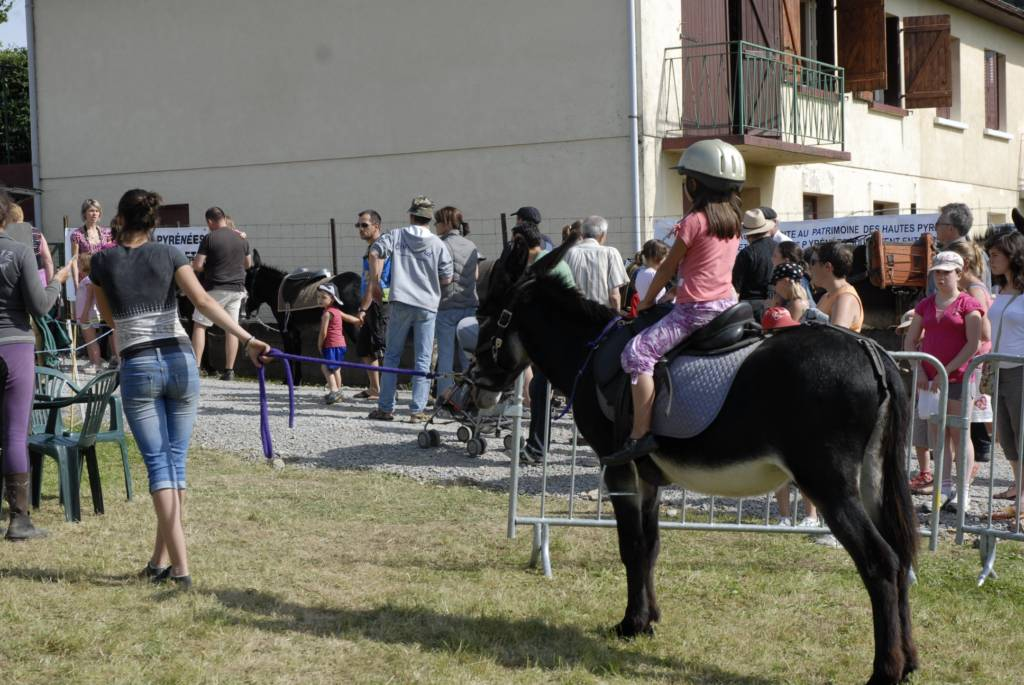
Promenades enfants, journée de l'âne.

- Labassère village connu par ses ardoisières et son eau thermale sulfurée primée 1878 à l'Exposition universelle de PARIS.[réf. nécessaire]
- La chorale Eth Louses (Les ardoisiers).

## Économie

### Revenus
En 2018, la commune compte 99 ménages fiscaux, regroupant 221 personnes. La médiane du revenu disponible par unité de consommation est de 19 320 € (20 420 € dans le département).

### Emploi
|                | 2008  | 2013  | 2018  |
| -------------- | ----- | ----- | ----- |
| Commune        | 4,1 % | 6,5 % | 8,7 % |
| Département    | 7,7 % | 9,4 % | 9,8 % |
| France entière | 8,3 % | 10 %  | 10 %  |

En 2018, la population âgée de 15 à 64 ans s'élève à 149 personnes, parmi lesquelles on compte 81,2 % d'actifs (72,5 % ayant un emploi et 8,7 % de chômeurs) et 18,8 % d'inactifs,. Depuis 2008, le taux de chômage communal (au sens du recensement) des 15-64 ans est inférieur à celui de la France et du département.
La commune fait partie de la couronne de l'aire d'attraction de Bagnères-de-Bigorre, du fait qu'au moins 15 % des actifs travaillent dans le pôle,. Elle compte 26 emplois en 2018, contre 29 en 2013 et 31 en 2008. Le nombre d'actifs ayant un emploi résidant dans la commune est de 111, soit un indicateur de concentration d'emploi de 23,5 % et un taux d'activité parmi les 15 ans ou plus de 59,2 %.
Sur ces 111 actifs de 15 ans ou plus ayant un emploi, 17 travaillent dans la commune, soit 15 % des habitants. Pour se rendre au travail, 91,9 % des habitants utilisent un véhicule personnel ou de fonction à quatre roues, 4,5 % s'y rendent en deux-roues, à vélo ou à pied et 3,6 % n'ont pas besoin de transport (travail au domicile).

## Culture locale et patrimoine

### Lieux et monuments

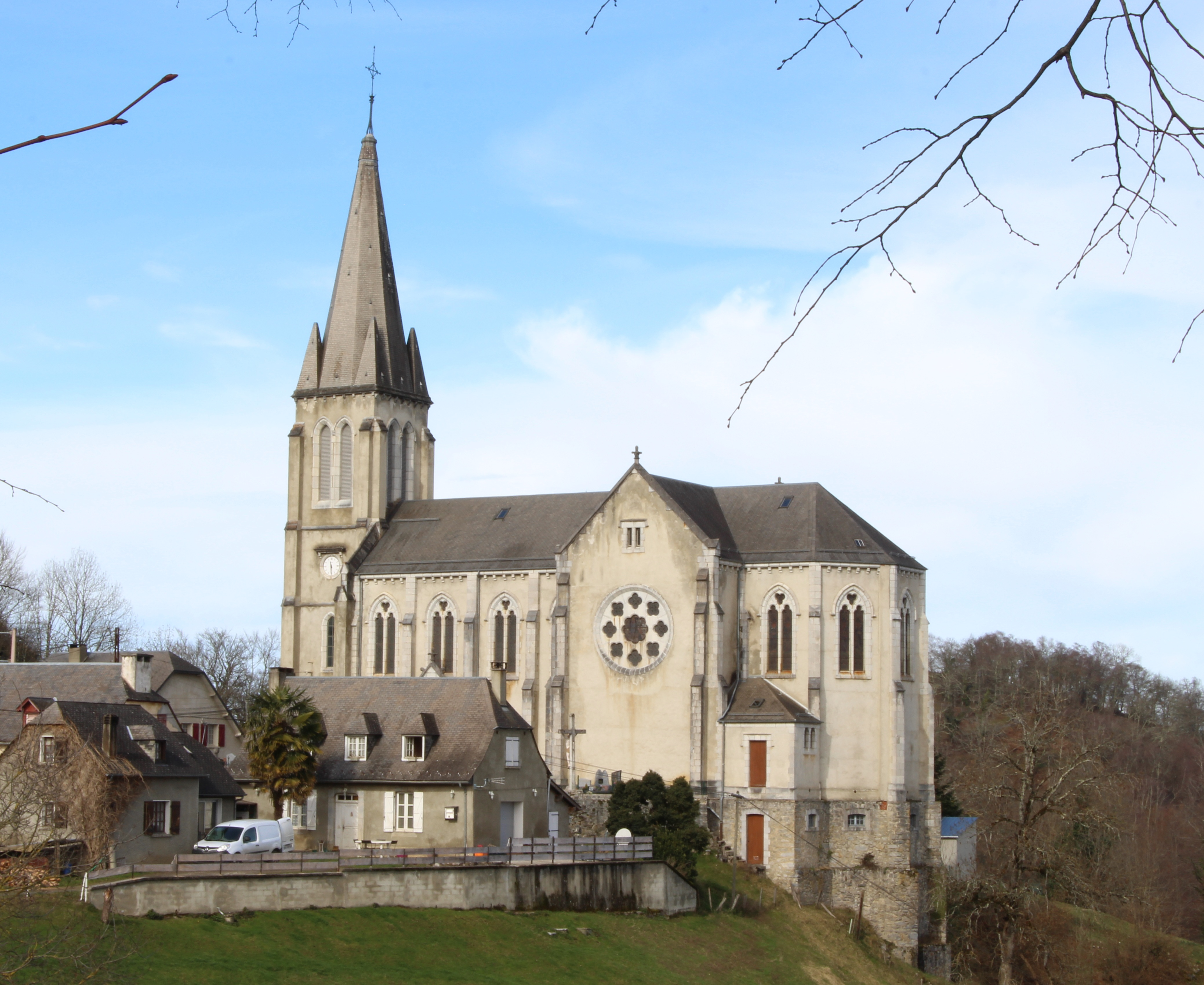
L'église Saint-Martin en 2016.

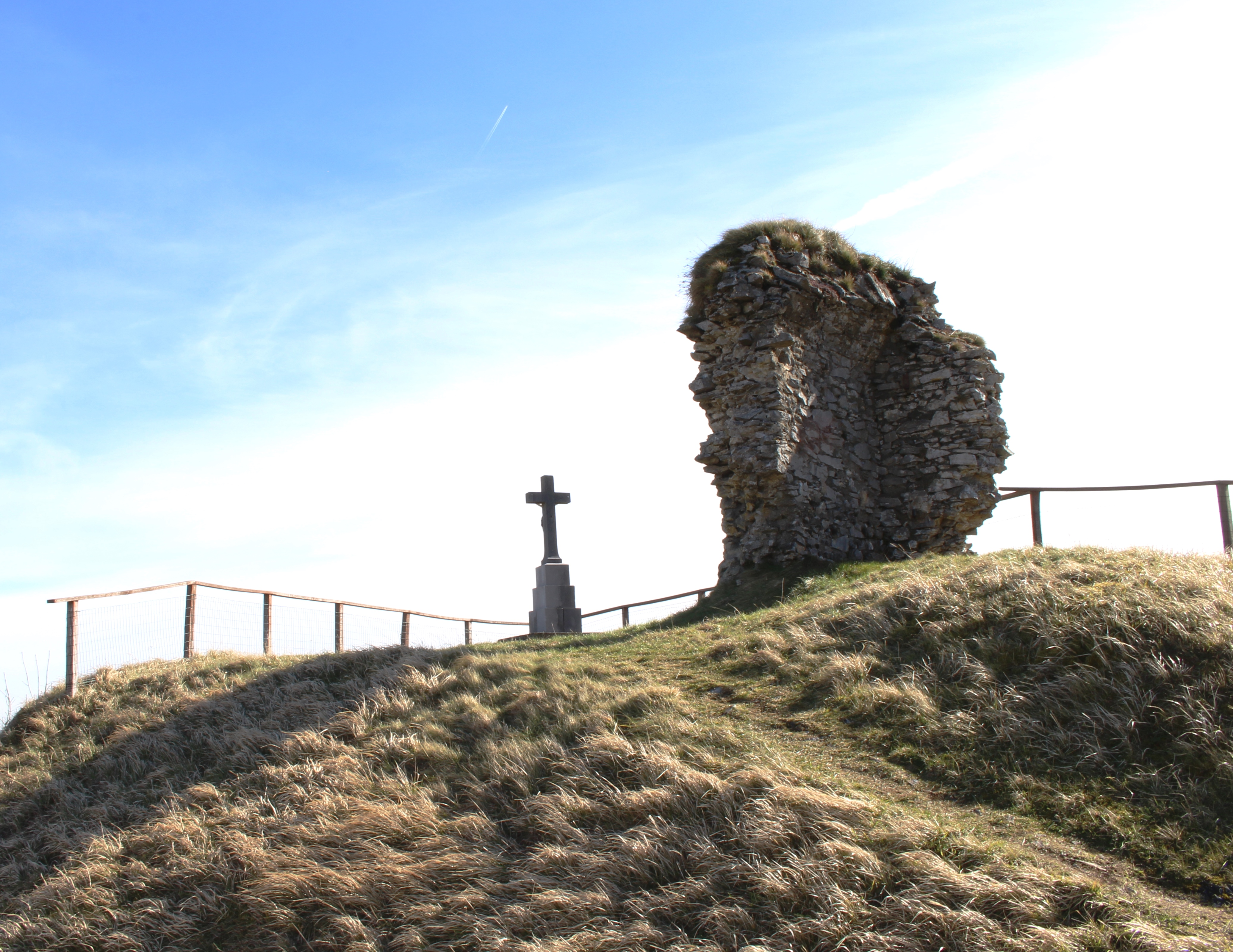
Les ruines du château.

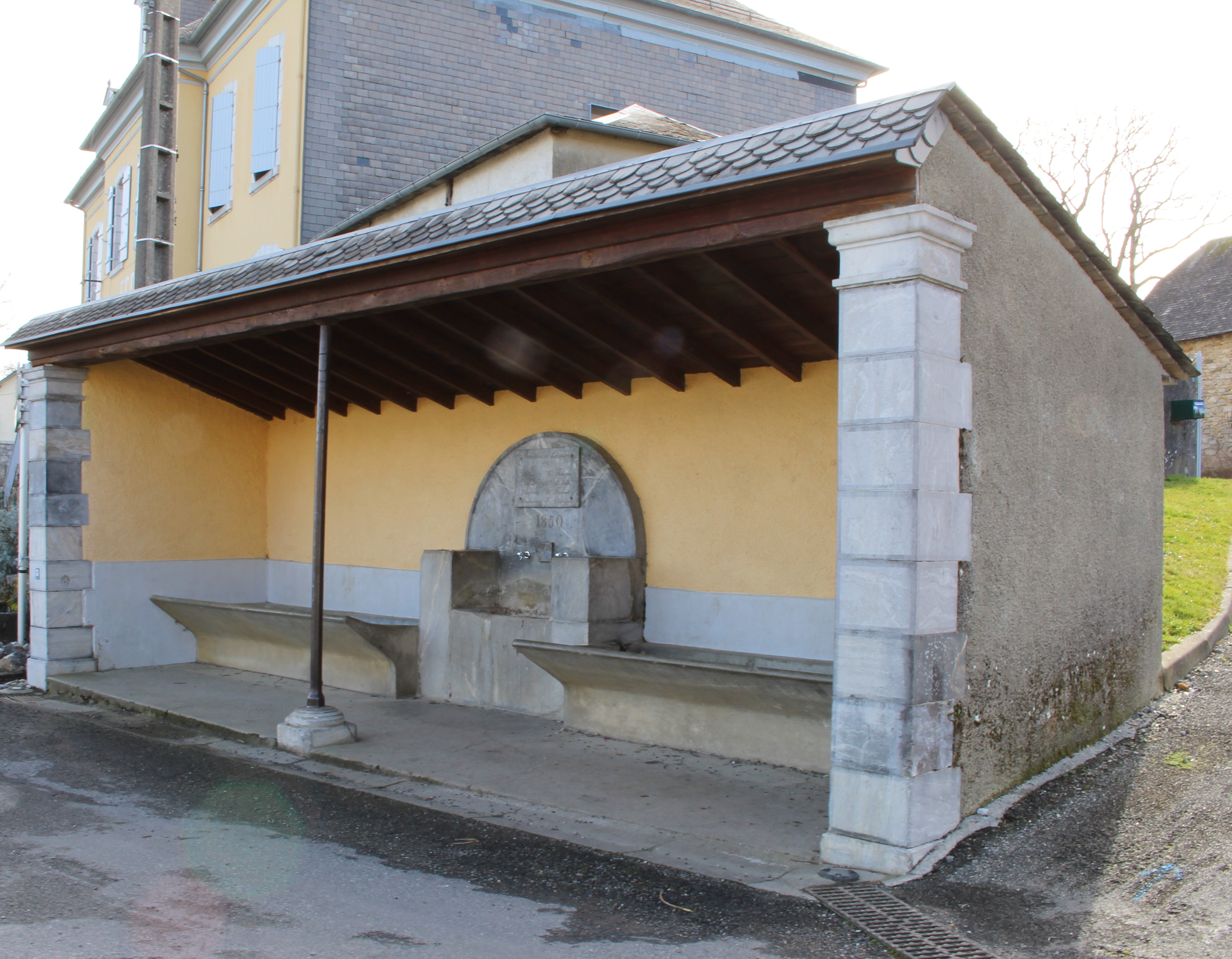
Le Lavoir.

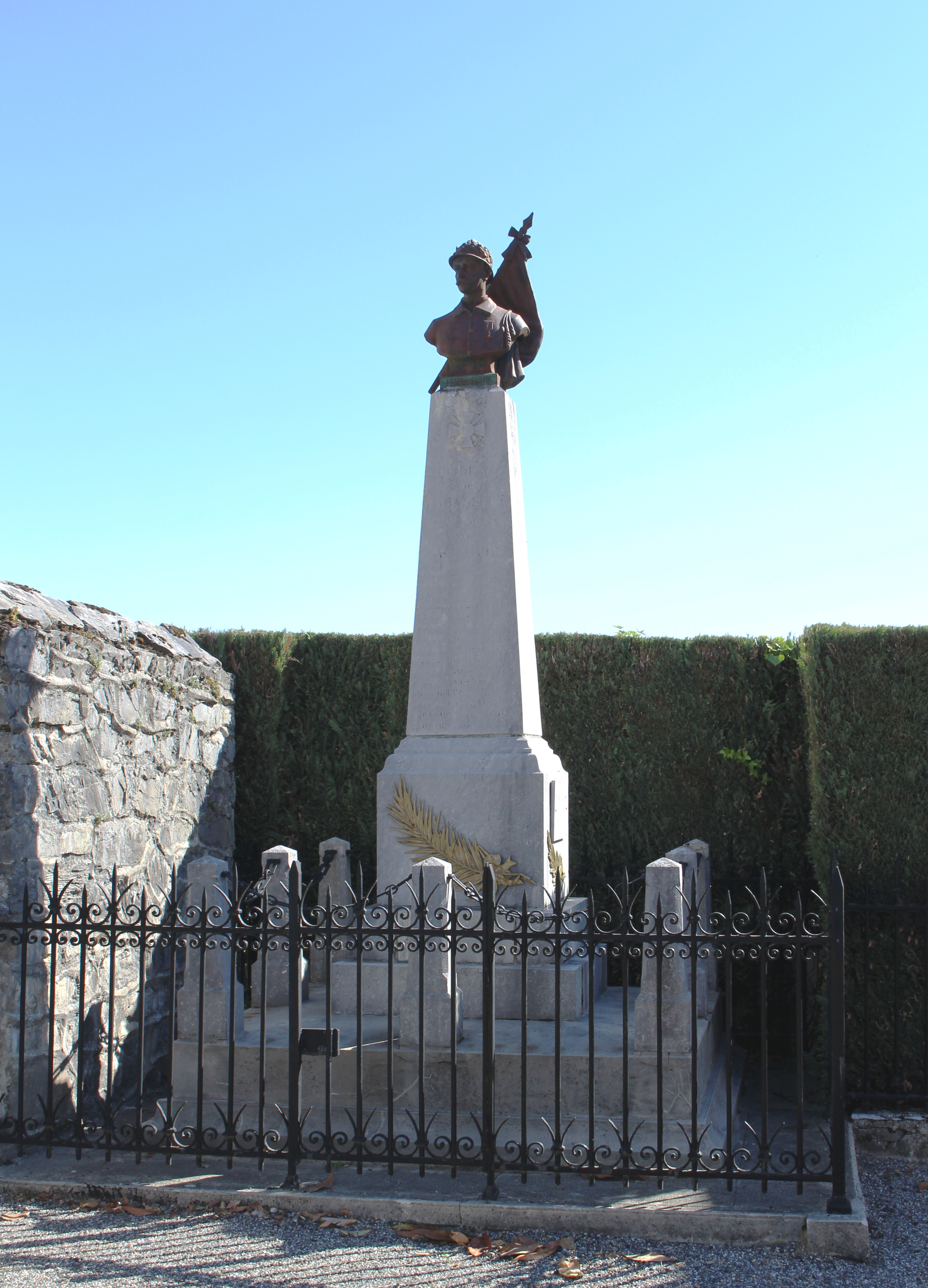
Le monument aux morts municipal.

- L'église Saint-Martin de Labassère, de style gothique, domine avec son clocher de 37 m, les vallées de la Gailleste et de l'Oussouet, elle date de la fin du XIXe siècle, sous sa forme actuelle avec un agrandissement nécessité par les près de 800 habitants de l'époque. Chaque année est célébrée à Noël, dans cette église, la veillée de minuit, avec la crèche vivante qui attire de nombreux fidèles, de paroisses parfois bien éloignées, même hors région ! Cette église a été réalisée par l'architecte diocésain L. Caddau, qui a aussi conçu la fontaine monumentale de Tarbes place Marcadieu.
- Les ruines d'une tour dénommée « Castet » dominent le village. Elle a servi de télégraphe optique, entre le pic de Ger (Lourdes) et le château de Mauvezin.
- Le lavoir de 1850.

Sélection de vues de l'église Saint-Martin en 2016.
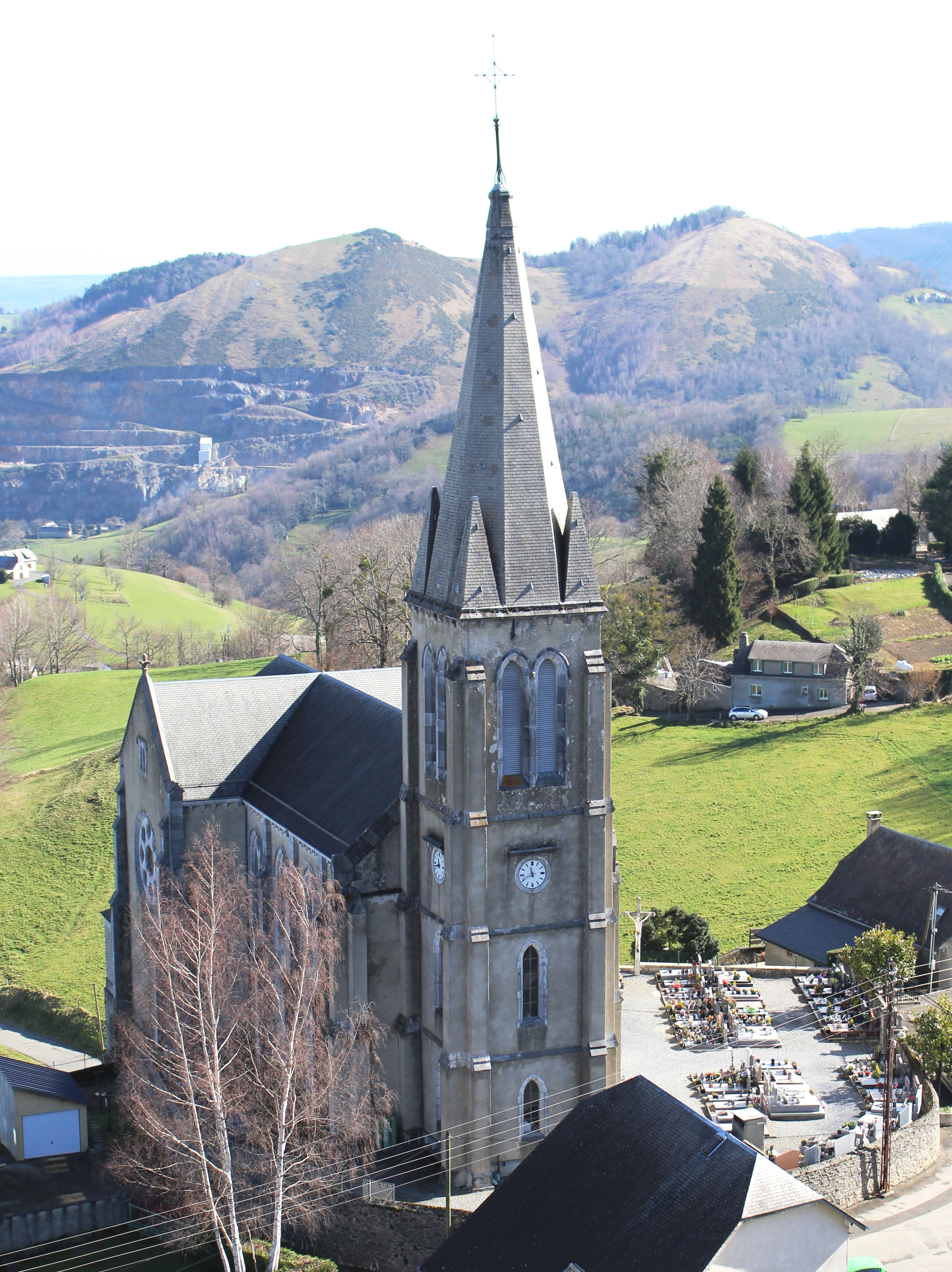
L'église.
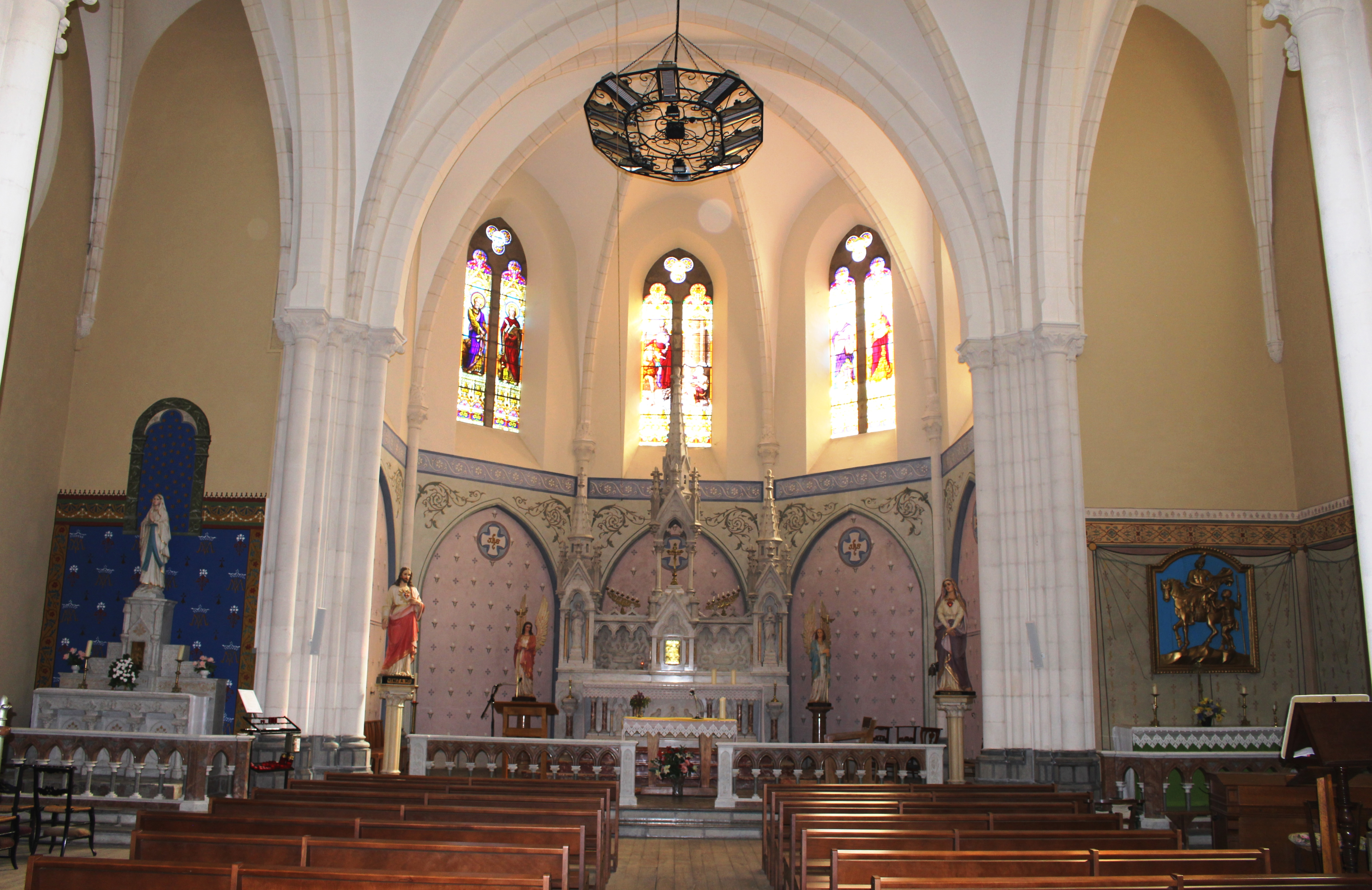
Le chœur.
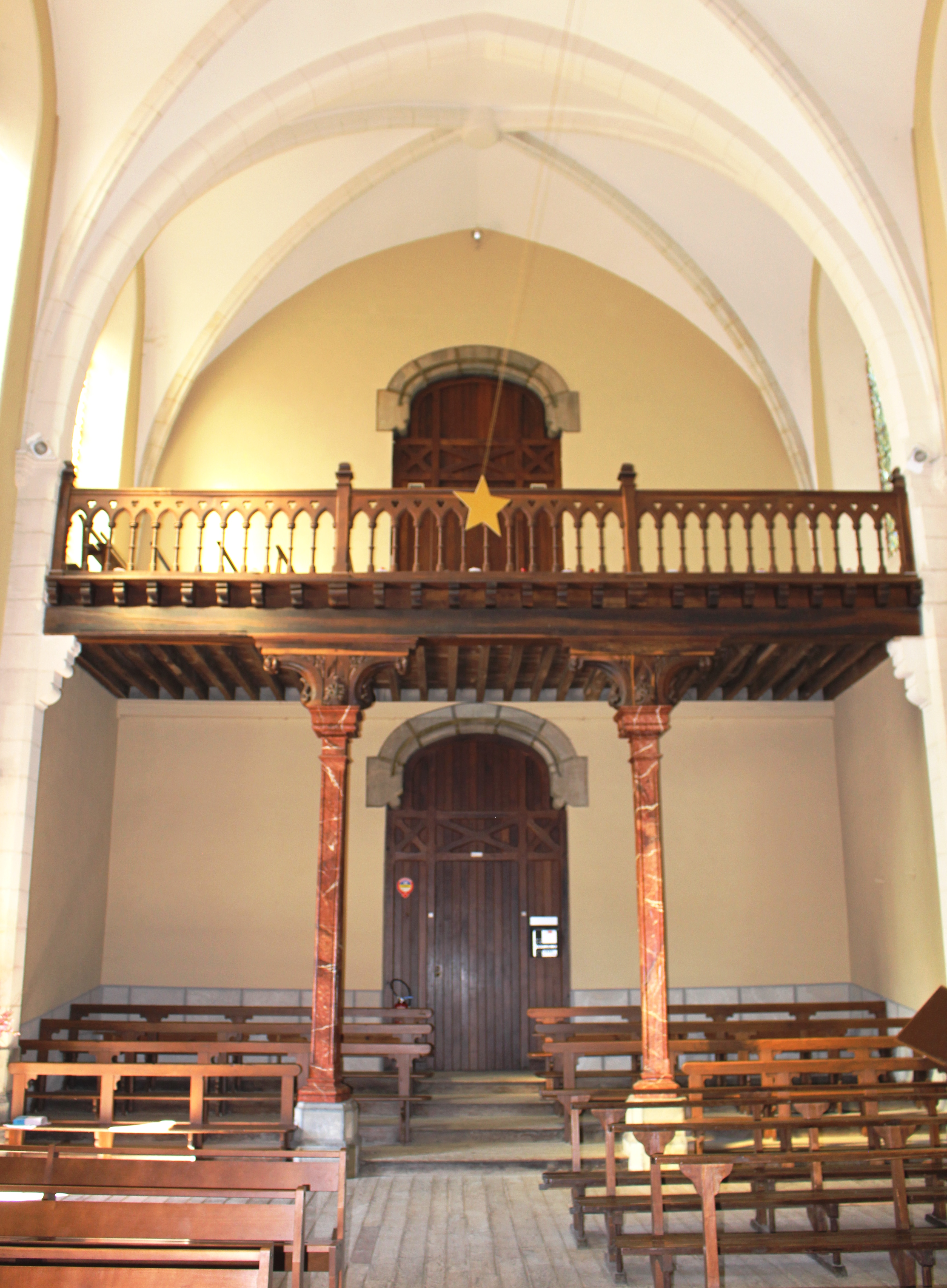
La tribune.
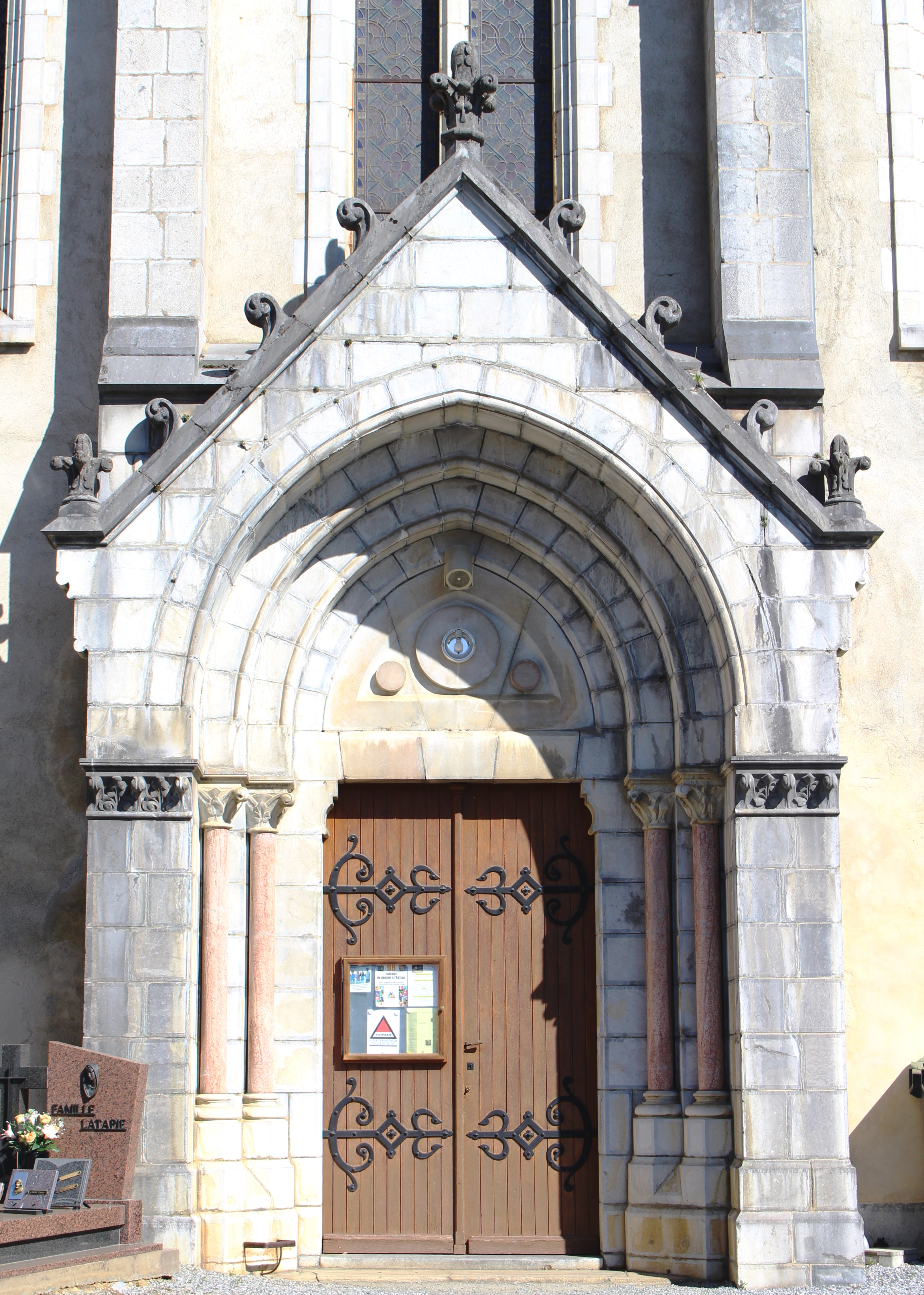
L'entrée.

### Héraldique
| Blason | Blasonnement : De gueules à la tour cousue de sable sur une terrasse de sinople, au chef cousu d'azur chargé de quatre triangles d'or accolés par la pointe. |